# سبک هنری روستیک

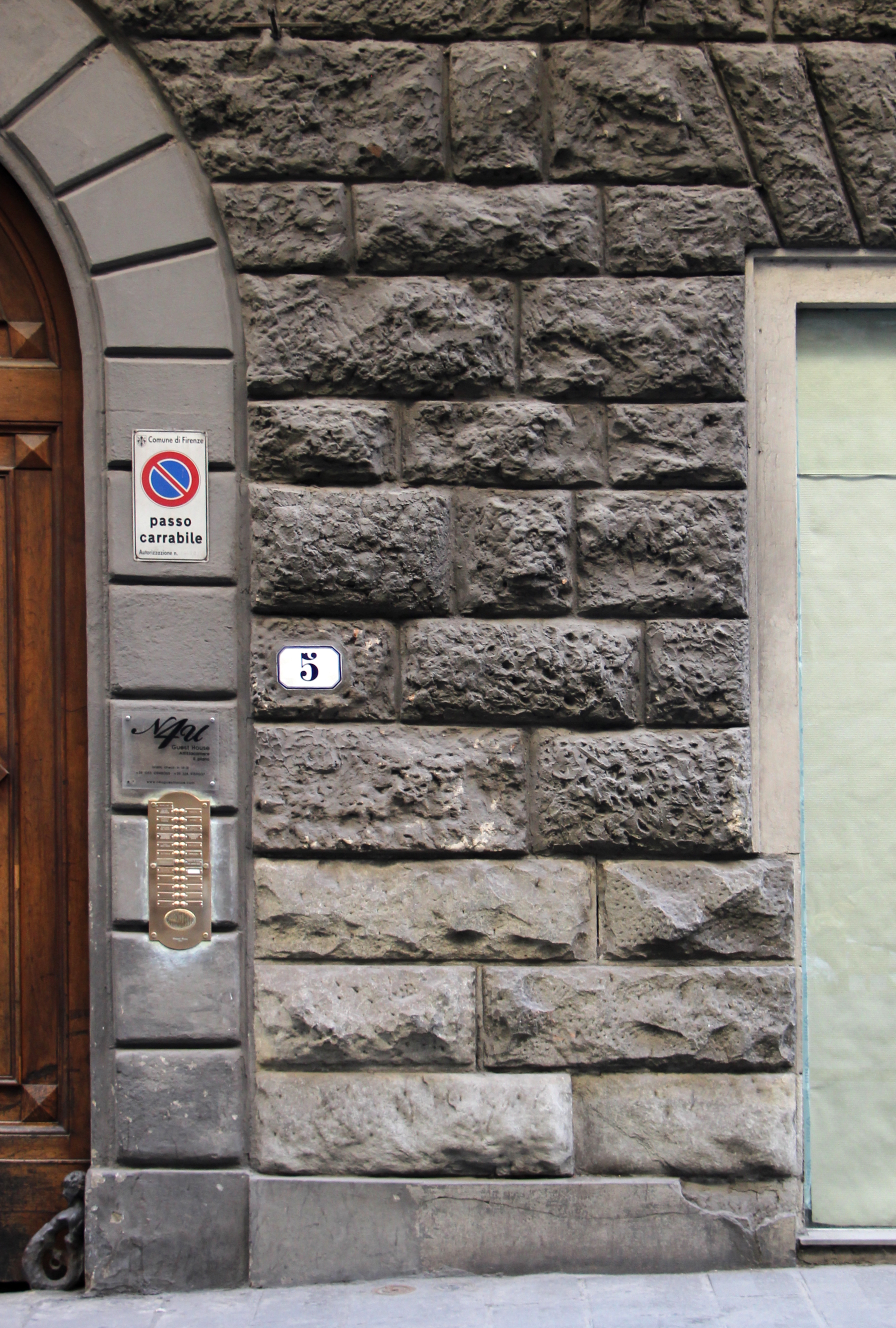
نوع چیدمان سبک روستیک

سبک هنری روستیک Rustic اسم سبکی است که در آن به سادگی و روستایی بودن اهمیت داده شده است. سبک مورد نظر به دست ساخته‌های هنری روستائیان برای چیدمان خانه گفته می‌شود و عمده ساخته‌ها با چوب‌های جنگلی  می‌باشد که بر حسب احتیاج به میز، صندلی، تخت و سایر لوازم تبدیل شده‌اند. آنچه نیاز بوده تراشیده شده و الباقی به همان حالت رها شده است. از پرداخت‌ها و نازک‌کاری روی چوب خبری نیست و اصالت و مرکز توجه، طبیعت ،بافت و گره خود چوب و زیبایی های خود چوب است. معمولاً چوب‌ها رنگ نمی‌شوند؛ و فقط با پوششی و جلایی مات و بدون اینکه پرداخت زیاد داده شوند یا با رنگ‌های مصنوعی  پوشش دهند، اندود می‌گردند.
تعریف: روستیک، کلمه‌ای لاتین بوده و به صورت Rustic نوشته می‌شود و در لغت به معنی روستایی ترجمه می‌شود. روستیک استایل به معنی سبک روستایی برگردان می‌شود. اما روستیک در معنی معماری تعریف جداگانه دارد.
به دسته ای در هنر مدرن که با ترکیب چوب و فلز وسایل مورد نیاز با کیفیت بالا ساخته می شوند ، گفته میشود